# Nereis pulsatoria
Nereis pulsatoria är en ringmaskart som först beskrevs av Savigny 1822.  Nereis pulsatoria ingår i släktet Nereis och familjen Nereididae. Inga underarter finns listade i Catalogue of Life.